# Xabier Olarra
Xabier Olarra Lizaso (Tolosa, Guipúzcoa, 5 de septiembre de 1953) es un escritor y traductor español. Narrador y escritor de novela negra y de misterio en euskera, Olarra recibió en 2012 el premio Euskadi de Traducción.

## Biografía
Licenciado en Filosofía y Letras (en la especialidad de Lenguas romances), enseña lengua y literatura vasca durante varios años. Es traductor para el gobierno de Navarra desde 1988. Promovió, junto a Joseba Urteaga y José Manuel González, el lanzamiento en 1989 de Ediciones Igela ("La rana", en euskera).
En 2012, recibió junto a Arantzazu Royo el premio Euskadi en la categoría "Traducción literaria en idioma vasco" por su libro Jakobian eraikina. Ha traducido al euskera obras de escritores como Faulkner, Chandler, Hammett, Capote, Ford Madox Ford, Thompson, James M. Cain, Jean-Paul Sartre o James Joyce.